# Paul Johann Anselm von Feuerbach

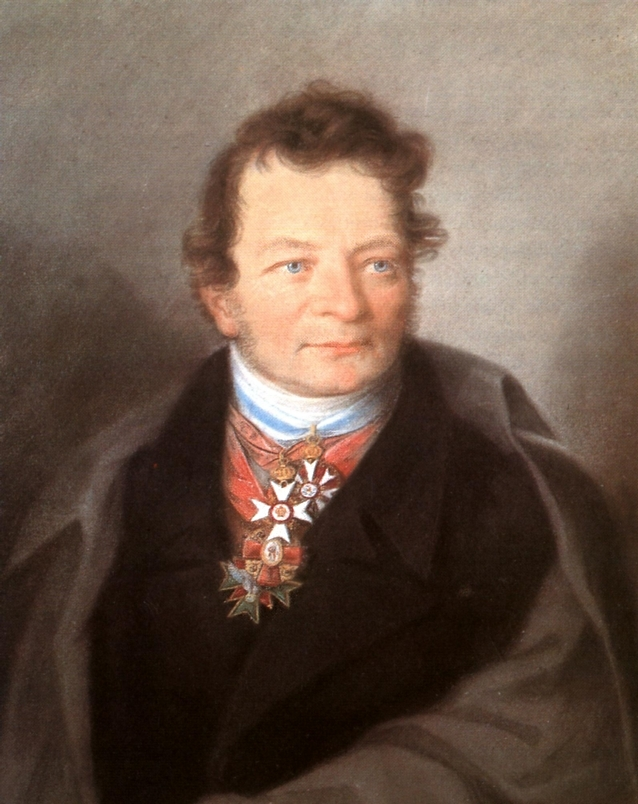
Paul Johann Anselm Ritter von Feuerbach

Paul Johann Anselm Ritter von Feuerbach (ur. 14 listopada 1775 w Hainichen, zm. 29 maja 1833 we Frankfurcie nad Menem) – niemiecki prawnik i uczony.

## Życiorys
Był pierwszym dzieckiem Sophie Sibylle Krause (ur. 18 sierpnia 1751, zm. 20 września 1797) i Johanna Anselma Feuerbacha (ur. 19 lutego 1755, zm. 1 marca 1827). Był ojcem Karla Wilhelma Feuerbacha i Ludwiga Feuerbacha oraz dziadkiem Anselma Feuerbacha.

## Dokonania
Twórca zgodnego z duchem koncepcji szkoły klasycznej, kodeksu karnego Bawarii (1813). Autor nowoczesnego podręcznika prawa karnego. Był za wprowadzeniem karalności usiłowania. Uzasadniał je zagrożeniem dla dobra prawnego (koncepcja uzasadniająca karalność usiłowania). Zajmował się sprawą Kaspara Hausera.
Opracował koncepcję "przymusu psychicznego", która opiera się na założeniu, że prewencyjne zagrożenia karą jest skuteczne, gdy zostanie określone w generalnej normie prawnej. Twierdził, że tylko w taki sposób można skutecznie odstraszyć przez samo zagrożenie.